# 5 gegen Jauch
5 gegen Jauch war eine deutsche Quizshow, in der Günther Jauch in einem Frageduell gegen ein 5-köpfiges Kandidatenteam antreten musste. Die Show wurde von 2009 bis 2021 in unregelmäßigen Abständen freitags oder samstags auf dem Privatsender RTL ausgestrahlt. Nachdem die Show acht Jahre lang von Oliver Pocher präsentiert wurde, übernahm vom Dezember 2017 bis April 2018 Frank Buschmann die Moderation. Ab 2019 moderierte erneut Oliver Pocher die Show. Anfang 2022 wurde bekannt gegeben, dass 5 gegen Jauch durch die Show Jauch gegen ... ersetzt wird.

## Spielprinzip

### Folge 1 bis 4
In den ersten Folgen wurde Günther Jauch von fünf vorher ausgewählten Kandidaten befragt. Jeder der Teilnehmer brachte eine eigene Frage mit. Dies war die Goldene Frage, welche zum Absichern des Geldes gedacht war. Des Weiteren durfte sich jeder Teilnehmer vier weitere eingesendete Fragen aussuchen, die seiner Meinung nach für Günther Jauch nicht beantwortbar waren. Sobald Jauch eine Frage eines Kandidaten richtig beantwortete, schied dieser aus und ging mit dem Geld nach Hause, das er bis zur Goldenen Frage erspielt hatte (evtl. also mit leeren Händen, wenn die Goldene Frage noch nicht falsch beantwortet wurde). Das restliche Geld kam in den Jackpot. Im besten Fall konnte so der übriggebliebene Kandidat 250.000 Euro gewinnen; über mehrere Folgen hinweg konnte der Jackpot auch noch weiter anwachsen. Jauch standen fünf Joker zur Verfügung, die er allerdings bei Goldenen Fragen nicht benutzen durfte.

#### Gewinnwahrscheinlichkeiten
Ein Reiz des Spiels lag darin, dass die Fragen jeweils als sehr speziell galten und schwierig zu beantworten waren. Jauch, dem ein gutes Allgemeinwissen nachgesagt wird, sollte diese Aufgabe jedoch meistern können. Mathematisch gesehen hätte jeder Spieler anstelle von Jauch auch bei völliger Ahnungslosigkeit eine Frage mit vier Auswahlmöglichkeiten jedoch mit einer Wahrscheinlichkeit von 25 % alleine durch Raten korrekt beantworten können. Die Wahrscheinlichkeit, falsch zu raten, betrug somit 75 %. Die Wahrscheinlichkeit, alle fünf Fragen falsch zu beantworten, ergibt sich aus dem Produkt der Einzelwahrscheinlichkeiten, konkret also {\displaystyle (0,75)^{5}}=0,237. Die Gegenwahrscheinlichkeit beträgt 0,763.
Alleine durch Raten und ohne jegliches Wissen ist die Chance, bei einem solchen Spiel mindestens einmal pro Kandidat richtig zu raten, also 76,3 %. Die vorhandenen Joker und tatsächlich vorhandenes Wissen Jauchs verringerten die Siegchancen eines Kandidaten zusätzlich. Ab Folge 5 wurden die Spielregeln überarbeitet.

### Folge 5 bis 10
Die überarbeiteten Regeln geben vor, dass es zwar wieder fünf Kandidaten gibt, diese aber alle etwas miteinander verbinden muss. Das 5er-Team und Günther Jauch müssen dann nacheinander dieselben Fragen beantworten. Dabei muss Jauch alleine gegen die Gruppe, die sich beraten darf, antreten. Um die Lösung der Antretenden nicht mit zu bekommen, werden Günther Jauch Kopfhörer, aus denen „ohrenbetäubende“ Musik kommt und eine dunkle Brille aufgesetzt.

#### Gewinnstufen
Insgesamt werden 12 Fragen, mit je vier Antwortmöglichkeiten, gespielt. Wobei bei jeder Runde der Geldgewinn und die Frageschwierigkeit erhöht wird.
Der mögliche Gesamtgewinn wurde um 50.000 € auf 300.000 € erhöht. Wer nach der Alles-oder-nichts-Frage mehr Geld auf dem Spielkonto hat, hat die Gewinnsumme auch tatsächlich sicher und verlässt als Sieger das Spiel. Der Gegner geht leer aus. Wenn die Herausforderer siegen, können sie das Geld frei verwenden, wenn jedoch Günther Jauch siegreich ist, wird der erspielte Gewinn gespendet. Eine besondere Position kommt der Alles-oder-nichts-Frage zu. Vor dieser muss jeweils ein Betrag zwischen 1 € und dem bereits erspielten Gewinn (bis zu 150.000 €) gesetzt werden. Das Problem dabei ist: Beantwortet man die Frage richtig, wird dieser Betrag addiert, bei einer falschen Antwort, wird dieser Betrag jedoch wieder abgezogen. Man kann also bis zum Schluss hinten liegen und es mit der Alles-oder-nichts-Frage drehen.
1. Frage: 01.000 €
2. Frage: 02.000 €
3. Frage: 03.000 €
4. Frage: 04.000 €
5. Frage: 05.000 €
6. Frage: 10.000 €
7. Frage: 15.000 €
8. Frage: 20.000 €
9. Frage: 25.000 €
10. Frage: 30 000 €
11. Frage: 35.000 €
12. Frage: Alles-oder-nichts-Frage

#### Joker
Sowohl das fünf-köpfige Team als auch Günther Jauch verfügen über einen Telefon- und einen Publikumsjoker. Die Joker können nur bis zur 11. Frage eingesetzt werden. Die Alles-oder-nichts-Frage muss ohne Joker beantwortet werden.
- Publikumsjoker: Beim Publikumsjoker haben die Kandidaten 30 Sekunden Zeit, um das Studiopublikum nach ihrer Meinung zu fragen. Dabei können innerhalb der Zeit beliebig viele Zuschauer befragt werden. Wird die Frage richtig beantwortet, bekommt ein Zuschauer aus dem Publikum 500 Euro.

- Telefonjoker: Beim Telefonjoker können sich Zuschauer aus dem Studiopublikum melden, die glauben, jemanden zu kennen, der die Frage beantworten kann. Dieser wird dann angerufen und muss die Frage beantworten. Kann er die Frage richtig beantworten, bekommt er ebenfalls 500 Euro.

### Folgen 11 bis 29, Folge 34 bis 45
Von Sendung 11 an wurde das Konzept nochmals geändert. Die Spielregeln blieben unverändert, Günther Jauchs Gegner waren bis zur Folge 29 seitdem immer fünf Prominente. Ab Folge 34 traten wieder Prominente gegen Jauch an.

#### Joker
Sowohl das fünf-köpfige Team als auch Günther Jauch verfügen über je zwei Joker. Wird ein Joker eingesetzt, duellieren sich Oliver Pocher und Günther Jauch in unterschiedlichen Geschicklichkeitsspielen mit je drei Runden. Für jede gewonnene Runde fällt eine falsche Antwortmöglichkeit für denjenigen weg, der den Joker eingesetzt hat.

### Folgen 30 bis 33
Mit Ausstrahlung der Folge 30 wurde nicht nur der Moderator gewechselt, es traten ab diesem Zeitpunkt auch wieder fünf nichtprominente Kandidaten gegen Günther Jauch an. Beim Konzept wurden außerdem die Gewinnstufen, die Joker und die Finalrunde verändert. Im Finale tritt Günther Jauch in fünf Runden gegen jeden Kandidaten einzeln an. Jede Runde hat ein eigenes Wissensgebiet, aus dem maximal zwölf Entweder-oder-Fragen demjenigen gestellt werden, der sich mehr richtige Antworten zutraut. Wird die zuvor eingeschätzte Anzahl richtiger Antworten nicht erreicht, geht die Runde automatisch an den Gegner. Derjenige, der drei Runden für sich entscheidet, gewinnt den zuvor erspielten Geldbetrag.

#### Joker
Sowohl das fünf-köpfige Team als auch Günther Jauch verfügen über je zwei Joker. Wird ein Joker eingesetzt, duellieren sich der Moderator und Günther Jauch in unterschiedlichen Geschicklichkeitsspielen mit je drei Runden. Für jede gewonnene Runde fällt eine falsche Antwortmöglichkeit für denjenigen weg, der den Joker eingesetzt hat.

## Spielverlauf

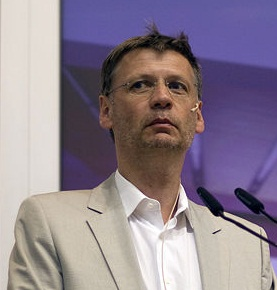
Günther Jauch (2008)

### Folge 1 bis 4
In den ersten drei Sendungen wurde Jauch nicht geschlagen. Am Ende der dritten Folge wurde noch die erste Runde mit neuen Kandidaten gespielt, wobei Jauch einen besiegte. In der vierten Ausgabe hingegen schafften es alle verbleibenden vier Kandidaten bis zur letzten Frage. Dabei konnte Jauch noch zwei mit Hilfe von Jokern schlagen, die anderen beiden siegten und mussten sich den Jackpot teilen.

### Folge 5 bis 45
In der fünften Sendung wurde Günther Jauch nicht geschlagen. In der sechsten, siebten, achten und neunten Ausgabe wurde Jauch von den Kandidaten besiegt. In der zehnten Show gelang es Jauch wieder zu gewinnen. Bei der elften Sendung musste Jauch gegen fünf Prominente antreten, die ihn besiegen konnten. In der zwölften Sendung war das Ergebnis besonders knapp. Sowohl die 5 antretenden Comedians als auch Günther Jauch hatten vor der Alles-oder-nichts-Frage 135.000 € erspielt. Bei der folgenden Frage entschieden sich beide für die richtige Antwort. Nun musste entscheiden, wer mehr Geld gesetzt hatte. Letztendlich verließ Jauch die Sendung als Gewinner, weil er sein gesamtes erspieltes Geld gesetzt hatte. In der 14. Sendung gelang es Jauch durch die richtige Antwort einen Rückstand aufzuholen, weil er wie immer mutig gesetzt hatte. Von seinem Gewinn hatte er 50.000 € an die Prominenten gespendet, der Rest ging an die Arche. In der 15. Folge hatte vor der Alles-oder-nichts-Frage Jauch 149.000 von 150.000 möglichen Euro erspielt. Das war bis dahin ein neuer Rekord. Er gewann „nur“ 190.000 Euro, weil er nicht alles gesetzt hatte, um bei einer Fehlantwort immerhin noch einen kleinen Betrag übrig zu haben. Auch in dieser Sendung gab er wieder 50.000 € ab. In den Folgen 30 und 31 unterlag Günther Jauch den Kandidaten, die 183.000 und 299.000 € erspielten. Sein Gewinn von 194.000 € in Folge 32 bedeutet einen Jackpot über diese Summe in der nächsten Folge.

### Prominenten-Ausgaben
| Folge Nr.                                                                        | Datum Motto                           | Prominente                                                                              |
| -------------------------------------------------------------------------------- | ------------------------------------- | --------------------------------------------------------------------------------------- |
| 11                                                                               | 2. November 2012 Köche-Special        | Steffen Henssler Johann Lafer Stefan Marquard Nelson Müller Cornelia Poletto            |
| 12                                                                               | 14. Dezember 2012 Comedian-Special    | Ingo Appelt Horst Pferdinand Atze Schröder Kaya Yanar Sonja Zietlow                     |
| 13                                                                               | 15. Februar 2013                      | Fabian Hambüchen Olivia Jones Andrea Kiewel Horst Lichter Sophia Thomalla               |
| 14                                                                               | 8. März 2013                          | Reiner Calmund Joachim Llambi Dieter Nuhr Verona Pooth Ralf Schmitz                     |
| 15                                                                               | 18. Oktober 2013                      | Wayne Carpendale Waldemar Hartmann Matze Knop Til Schweiger Jana Ina Zarrella           |
| 16                                                                               | 8. November 2013                      | Thomas Anders Fernanda Brandão Henry Maske Armin Rohde Katarina Witt                    |
| 17                                                                               | 13. Dezember 2013                     | David Garrett Jorge Gonzalez Ina Müller Natascha Ochsenknecht Konny Reimann             |
| 18                                                                               | 14. März 2014                         | Marc Bator Nazan Eckes Andreas Gabalier Larissa Marolt Ingo Naujoks                     |
| 19                                                                               | 21. März 2014                         | Franziska Knuppe Heiner Lauterbach Motsi Mabuse Jens Riewa Anna Thalbach                |
| 20                                                                               | 24. Oktober 2014                      | Alexander Klaws Wolfgang Kubicki Sylvie Meis Ralf Möller Birgit Schrowange              |
| 21                                                                               | 31. Oktober 2014                      | Lilly Becker Hubert Kah Panagiota Petridou Collien Ulmen-Fernandes Jenke von Wilmsdorff |
| 22                                                                               | 27. Februar 2015                      | Ross Antony Thomas Drechsel Maren Gilzer Hannes Jaenicke Shermine Shahrivar             |
| 23                                                                               | 6. März 2015                          | Elton Tim Mälzer Christine Neubauer Achim Petry Sophia Thomalla                         |
| 24                                                                               | 30. Oktober 2015                      | Thomas Anders Guido Cantz Sabine Lisicki Frauke Ludowig Hans Sarpei                     |
| 25                                                                               | 6. November 2015                      | Enissa Amani Mark Keller Alessandra Meyer-Wölden Luke Mockridge Jana Pallaske           |
| 26                                                                               | 9. Dezember 2016                      | Hugo Egon Balder Lucas Cordalis Daniela Katzenberger Stefan Mross Sonja Zietlow         |
| 27                                                                               | 30. Dezember 2016                     | Sky du Mont Daniel Fehlow Sebastian Krumbiegel Mirjam Weichselbraun Laura Wontorra      |
| 28                                                                               | 3. März 2017                          | Mirja Boes Jan Köppen Horst Lichter Massimo Sinató Linda Zervakis                       |
| 29                                                                               | 10. März 2017                         | Ruth Moschner Uwe Ochsenknecht Verona Pooth Hans Sigl Tanja Szewczenko                  |
| 34                                                                               | 20. Dezember 2019 Let’s Dance-Special | Evelyn Burdecki Pascal Hens Joachim Llambi Sabrina Mockenhaupt Massimo Sinató           |
| 35                                                                               | 27. Dezember 2019                     | Mario Basler Nazan Eckes Lutz van der Horst Jörg Wontorra Laura Wontorra                |
| 36                                                                               | 9. Mai 2020                           | Katja Burkard Kai Ebel Stefanie Hertel Ingolf Lück Amira Pocher                         |
| 37                                                                               | 23. Mai 2020                          | Wolfgang Bosbach Caroline Frier Patricia Kelly Alexander Klaws Martin Rütter            |
| 38                                                                               | 30. Mai 2020                          | Mario Barth Wayne Carpendale Cathy Hummels Frauke Ludowig Chris Tall                    |
| 39                                                                               | 6. Juni 2020                          | Matze Knop Oliver Korittke Janine Kunze Pietro Lombardi Marco Schreyl                   |
| 40                                                                               | 8. Mai 2021                           | Ilka Bessin Wigald Boning Mickie Krause Christina Luft Jimi Blue Ochsenknecht           |
| 41                                                                               | 15. Mai 2021                          | Luca Hänni Joachim Llambi Barbara Meier Elena Uhlig Ingo Zamperoni                      |
| 42                                                                               | 29. Mai 2021                          | Martin Klempnow Jan Köppen Gil Ofarim Jana Ina Zarrella Sonja Zietlow                   |
| 43                                                                               | 31. Juli 2021                         | Daniel Donskoy DJ Ötzi Ulrike von der Groeben Oliver Kalkofe Valentina Pahde            |
| 44                                                                               | 7. August 2021                        | Rúrik Gíslason Maria Groß Anne Menden Nicolas Puschmann Antoine Monot, Jr.              |
| 45                                                                               | 14. August 2021                       | Panagiota Petridou Lou Bega Arabella Kiesbauer Pierre M. Krause Tahnee                  |
| Die Show wurde 2022 unter dem Titel Jauch gegen ... in ähnlicher Art fortgesetzt |                                       |                                                                                         |

Farblegende:
Joachim Llambi und Sonja Zietlow gehörten dreimal, Thomas Anders, Wayne Carpendale, Nazan Eckes, Alexander Klaws, Matze Knop, Jan Köppen, Horst Lichter, Frauke Ludowig, Verona Pooth, Massimo Sinató, Sophia Thomalla, Laura Wontorra, Jana Ina Zarrella und Panagiota Petridou zweimal zu einem Prominenten-Rateteam.

## Einschaltquoten
| Nummer | Datum             | Zuschauer | Zuschauer       | Marktanteil | Marktanteil     |
| Nummer | Datum             | Gesamt    | 14 bis 49 Jahre | Gesamt      | 14 bis 49 Jahre |
| ------ | ----------------- | --------- | --------------- | ----------- | --------------- |
| 1      | 4. September 2009 | 6,69 Mio. | 3,07 Mio.       | 23,8 %      | 28,9 %          |
| 2      | 18. Dezember 2009 | 5,99 Mio. | 2,38 Mio.       | 19,1 %      | 20,2 %          |
| 3      | 5. Februar 2010   | 5,34 Mio. | 2,22 Mio.       | 16,4 %      | 18,3 %          |
| 4      | 12. März 2010     | 5,20 Mio. | 2,09 Mio.       | 16,5 %      | 16,8 %          |
| 5      | 25. Februar 2011  | 5,74 Mio. | 2,15 Mio.       | 17,6 %      | 17,8 %          |
| 6      | 25. März 2011     | 5,32 Mio. | 2,32 Mio.       | 16,7 %      | 19,4 %          |
| 7      | 25. November 2011 | 5,24 Mio. | 1,83 Mio.       | 17,8 %      | 16,2 %          |
| 8      | 23. Dezember 2011 | 4,54 Mio. | 1,64 Mio.       | 13,8 %      | 12,9 %          |
| 9      | 2. März 2012      | 5,41 Mio. | 2,07 Mio.       | 17,4 %      | 18,5 %          |
| 10     | 30. März 2012     | 4,91 Mio. | 1,92 Mio.       | 16,8 %      | 17,7 %          |
| 11     | 2. November 2012  | 5,45 Mio. | 1,86 Mio.       | 18,4 %      | 16,0 %          |
| 12     | 14. Dezember 2012 | 4,46 Mio. | 1,61 Mio.       | 15,2 %      | 14,6 %          |
| 13     | 15. Februar 2013  | 5,83 Mio. | 2,35 Mio.       | 18,4 %      | 20,6 %          |
| 14     | 8. März 2013      | 5,36 Mio. | 2,07 Mio.       | 17,8 %      | 19,6 %          |
| 15     | 18. Oktober 2013  | 4,31 Mio. | 1,39 Mio.       | 14,5 %      | 13,0 %          |
| 16     | 8. November 2013  | 4,36 Mio. | 1,38 Mio.       | 14,7 %      | 12,8 %          |
| 17     | 13. Dezember 2013 | 4,27 Mio. | 1,49 Mio.       | 14,9 %      | 14,6 %          |
| 18     | 14. März 2014     | 4,94 Mio. | 1,82 Mio.       | 17,4 %      | 18,2 %          |
| 19     | 21. März 2014     | 4,32 Mio. | 1,57 Mio.       | 14,6 %      | 14,7 %          |
| 20     | 24. Oktober 2014  | 4,66 Mio. | 1,44 Mio.       | 16,1 %      | 14,0 %          |
| 21     | 31. Oktober 2014  | 4,02 Mio. | 1,29 Mio.       | 14,2 %      | 13,0 %          |
| 22     | 27. Februar 2015  | 4,34 Mio. | 1,64 Mio.       | 14,4 %      | 15,5 %          |
| 23     | 6. März 2015      | 4,46 Mio. | 1,51 Mio.       | 15,0 %      | 14,7 %          |
| 24     | 30. Oktober 2015  | 3,48 Mio. | 0,98 Mio.       | 11,8 %      | 09,6 %          |
| 25     | 6. November 2015  | 3,67 Mio. | 1,35 Mio.       | 12,5 %      | 13,3 %          |
| 26     | 9. Dezember 2016  | 3,42 Mio. | 1,22 Mio.       | 13,1 %      | 13,8 %          |
| 27     | 30. Dezember 2016 | 3,90 Mio. | 1,28 Mio.       | 13,8 %      | 13,0 %          |
| 28     | 3. März 2017      | 3,85 Mio. | 1,35 Mio.       | 13,0 %      | 13,8 %          |
| 29     | 10. März 2017     | 3,60 Mio. | 1,37 Mio.       | 13,7 %      | 15,5 %          |
| 30     | 15. Dezember 2017 | 2,28 Mio. | 0,81 Mio.       | 08,8 %      | 10,1 %          |
| 31     | 22. Dezember 2017 | 2,76 Mio. | 0,87 Mio.       | 10,0 %      | 09,9 %          |
| 32     | 12. Januar 2018   | 2,72 Mio. | 1,01 Mio.       | 10,1 %      | 11,6 %          |
| 33     | 2. April 2018     | 2,82 Mio. | 0,93 Mio.       | 10,4 %      | 10,4 %          |
| 34     | 20. Dezember 2019 | 2,78 Mio. | 0,97 Mio.       | 10,8 %      | 12,7 %          |
| 35     | 27. Dezember 2019 | 3,40 Mio. | 1,23 Mio.       | 12,9 %      | 15,9 %          |
| 36     | 9. Mai 2020       | 2,76 Mio. | 1,02 Mio.       | 10,9 %      | 14,8 %          |
| 37     | 23. Mai 2020      | 3,58 Mio. | 1,40 Mio.       | 13,5 %      | 19,4 %          |
| 38     | 30. Mai 2020      | 2,70 Mio. | 0,85 Mio.       | 11,2 %      | 13,5 %          |
| 39     | 6. Juni 2020      | 2,73 Mio. | 0,97 Mio.       | 10,1 %      | 13,1 %          |

## Sonstiges
Bei der Aufzeichnung der 17. Sendung kam es zu einem Unfall. Konny Reimann sollte die vier anderen Teilnehmer Ina Müller, Jorge González, Natascha Ochsenknecht und David Garrett mit einem Minibus ins Studio fahren. Dabei fuhr er mit dem Bus gegen das Podest, auf dem die Moderatoren Günther Jauch und Oliver Pocher saßen. Ina Müller und Natascha Ochsenknecht trugen Prellungen davon. Außerdem wurden bei dem Unfall der Bus und das Podest beschädigt. Das Moderations-Pult von Oliver Pocher fiel um und musste durch ein anderes ersetzt werden. Es entstand ein Sachschaden in Höhe von 75.000 Euro, den die Versicherung von RTL trug. Auf dem Podest lag auch die Stradivari von David Garrett. Die Geige hat einen Wert von 5 Millionen Euro. Sie wurde bei dem Unfall jedoch nicht beschädigt.